# Helter Skelter (2004)
Helter Skelter ist ein US-amerikanischer Fernseh-Zweiteiler von Regisseur John Gray aus dem Jahr 2004. Der Film thematisiert das Leben von Charles Manson. Der Filmname lehnt sich an den gleichnamigen Beatlessong an, aus dem Manson verschlüsselte Botschaften herauszuhören glaubte und dessen Titel er dazu benutzte, seine Vorstellung vom Weltuntergang zu beschreiben.
Der Film ist die zweite Fernsehadaption nach dem gleichnamigen Bestseller des Autorenduos Vincent Bugliosi und Curt Gentry. 1976 wurde das Thema bereits unter dem Namen Helter Skelter – Die Nacht der langen Messer verfilmt.

## Handlung
Ende der 1960er Jahre: Linda Kasabian ist eine junge Mutter, die den Vater ihres Kindes verlässt und von ihrer Freundin Catherine Share mit dem ambitionierten Straßenmusiker Charles Manson bekannt gemacht wird. Der charismatische Manson zieht mit einer Gruppe von jungen Leuten, seiner „Familie“, durch die Randgebiete von Los Angeles. Kasabian gelangt schnell in Mansons Einfluss und schließt sich der Gruppe an. Die Mitglieder der Manson Family leben auf der Spahn Movie Ranch, einem ehemaligen Western Filmgelände (u. a. Bonanza) in einer Hippie Kommune. Sie sichern ihr Überleben durch Kriminalität, Drogenhandel, Verteilung von Dingen des täglichen Bedarfs durch Dritte und kramen auch in Mülltonnen nach Essbarem. Die Situation, Drogen, Gruppensex und die Studie der apokalyptischen Philosophien Mansons schweißen die Gruppe immer mehr zusammen.
Kasabian ordnet ihr Leben ebenso wie die anderen immer weiter Mansons Richtlinien unter. Dieser ist verzweifelt darüber, dass er keine Möglichkeit findet, seine Musik zu veröffentlichen. Als eine in Aussicht gestellte Aufnahme abgesagt wird, eskaliert die Situation. Manson ist davon überzeugt, dass ein bevorstehender nationaler Rassenkrieg die gesamte Zivilisation auslöschen wird und nur er und seine Gruppe dem widerstehen können.
Als der prophezeite Rassenkrieg ausbleibt, fasst Manson den Entschluss, die Dinge selbst in die Hand zu nehmen. Er inszeniert eine Reihe von Morden, die von den Mitgliedern seiner „Familie“ ausgeführt werden. Bald werden Manson und seine Komplizen überführt, woraufhin Bezirksstaatsanwalt Vincent Bugliosi der Aufgabe gegenübersteht, die Morde aufzuklären. Manson wird zum Tod in der Gaskammer verurteilt, das Urteil später in eine lebenslange Freiheitsstrafe umgewandelt.

## Auszeichnungen
- 2004: Artios-Nominierung für die Castingleiterin des Films, Phyllis Huffman
- 2004: Emmy-Nominierung für die Beste Filmmusik
- 2005: Nominierungen bei den Satellite Awards für die Beste Darstellerin in einer Miniserie oder einem Fernsehfilm (Clea DuVall) und den Besten Fernsehfilm